# Вулиці Батурина
Вулична мережа Батурина складається з 27 вулиць і 16 провулків. Походження назв вулиць в основному відантропонімне (утворене від прізвищ).
Лише одна вулиця зберегла свою назву з початку ХІХ століття — вулиця Шовковиця.
- Бутка
- Гетьманська з провулком
- Грушевського
- Заводська з провулком
- Згурського
- Кадуна
- Кодакова
- Кооперативна
- Корнієнка з 1-м та 2-м провулками
- Мазепи
- Д. Многогрішного з провулком
- Молодіжна
- Набережна з 1-м, 2-м та 3-м провулками
- Незалежності України
- Партизанська з 1-м та 2-м провулками
- Південна
- Прокоповича
- Пушкіна
- К. Розумовського
- Садова
- Самойловича з провулком
- 70-ї дивізії з 1-м та 2-м провулками
- Соколова
- Лесі Українки
- Т. Шевченка
- Шкляра з провулком
- Шевченка з провулком
- Шовковиця
- В. Ющенка з 1-м та 2-м провулками[1].

## Б
- Вулиця Бутка

Названа на честь уродженця Батурина, повного кавалера Ордену Слави Володимира Георгійовича Бутка (25.08.1925 — 31.12.1970). Вулиця прорізана і забудована після Другої світової війни.

## Г
- Вулиця Гетьманська

У ХІХ столітті на південний схід від перехрестя з сучасною вулицею Ющенка трасою цієї вулиці пролягала дорога на Конотоп. Парна сторона південно-східної ділянки вулиці забудовувана у ХХ столітті, непарна сторона та південна ділянка — після Другої світової війни.
Частина вулиці, що пролягає від перехрестя з вулицею Ющенка на північний захід (до яру) була забудована у ХІХ столітті. Міський цвинтар в цей час вже існував на своєму сучасному місці.
Назва вулиці у радянські часи — Леніна.
- Провулок Гетьманський

Був початком так званого «Борзнянського шляху» — частини поштового Києво-Московського тракту з Батурина до Борзни. Житлова забудова на провулку існувала у ХІХ столітті.
- Вулиця Грушевського

Названа на честь голови Центральної Ради УНР Михайла Грушевського.
На зламі XVIII-ХІХ століть мала назву Садова — від великого саду гетьмана Кирила Розумовського, який знаходився на території, яку зараз займає стадіон Батуринської загальноосвітньої школи. 
Назва вулиці у радянські часи - Колгоспна.

## З
- Вулиця Заводська

У ХХ столітті на цій вулиці знаходився Батуринський пенькозавод та подвір'я колгоспу "імені Т.Шевченка".

## К
- Вулиця Кадуна

Названа в честь Миколи Васильовича Кадуна (1919-1944) — уродженця Батурина, Героя Радянського Союзу. Вулиця прорізана і забудована після Другої світової війни.
- Вулиця Кодакова

Названа на честь місцевого краєзнавця, натураліста та фітотерапевта Олександра Костянтиновича Кодакова. 
Пролягає територією батуринської приміської слободи (у XVII-XVIII ст.) Гончарівки.
У XIX ст. ця місцевість називалася Мохновкою. За радянських часів назва вулиці - Кірова.
- Вулиця Кооперативна

Частина вулиці (№ 1-№ 16) пролягає уздовж еспланади Батуринської фортеці. У XVIII ст. на цій вулиці знаходилася канцелярія Батуринської сотні з в'язницею, а також торговий майдан.
Частина вулиці (№ 18 — № 34) є відгалуженням Київської вулиці у північному напрямку, яка завершувалася спуском з тераси на поділ (Покровська гора).
- Вулиця Корнієнка з провулками

Названі на честь Прокопа Пилиповича Корнієнка (1905–1943) — уродженця Батурина, підполковника, командира 1190-го полку 357-ї стрілецької дивізії 3-ї армії Калінінського фронту.
Пролягають територією батуринського подолу.

## М
- Вулиця Мазепи

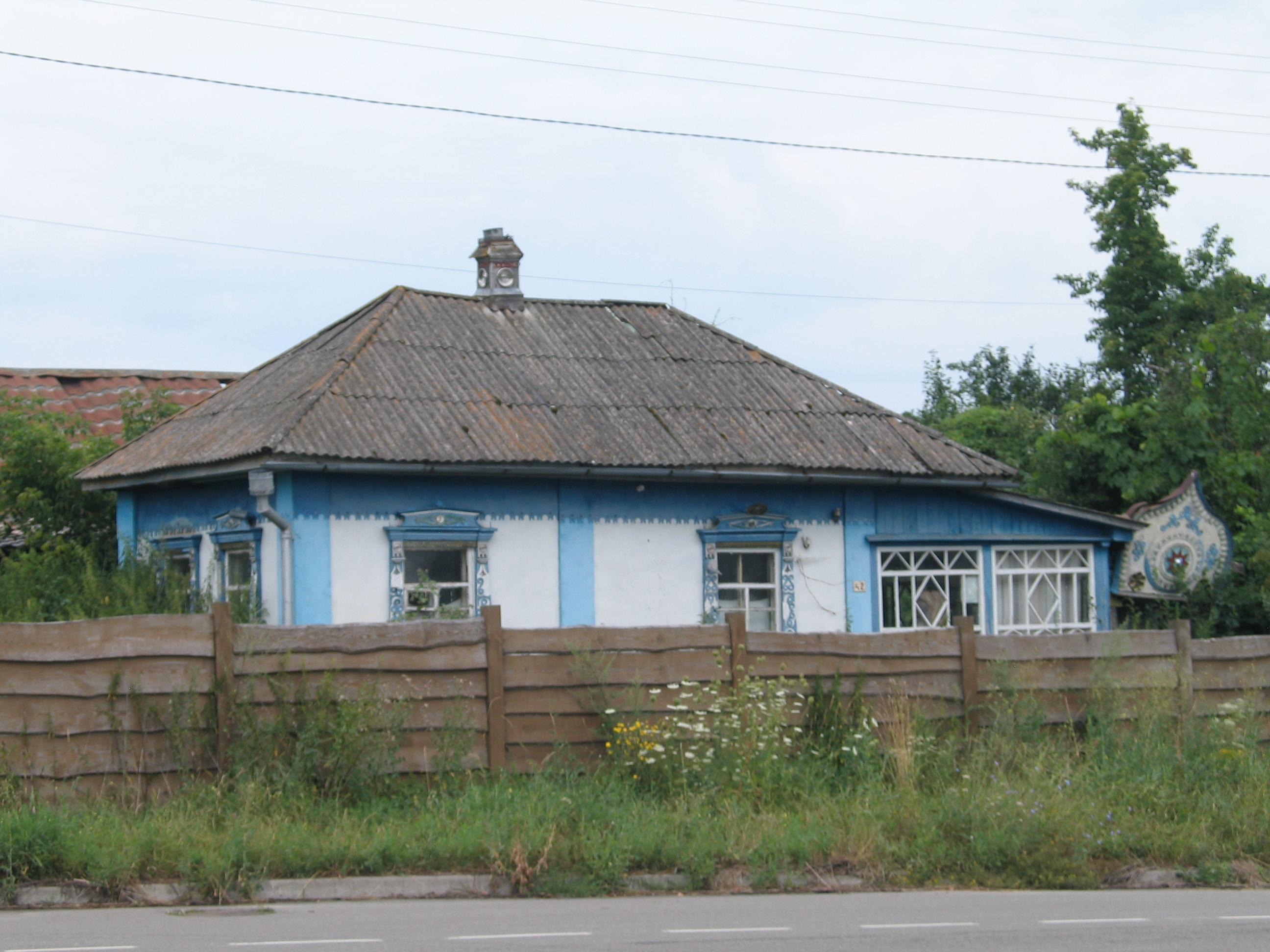
Будинок на вул. Многоргішного.

Названа на честь українського гетьмана Івана Мазепи. Забудована у останньому десятилітті ХХ століття.
- Вулиця Многогрішного

Названа на честь українського гетьмана Дем'яна Многогрішного. Найбільш розгалуджена вулиця сучасного Батурина.
Частина вулиці — від її перетину з вул. Гетьманською — проходить історичною Тепловкою (місцевістю, де у 1760-х рр. були володіння Григорія Теплова, які купив Кирило Розумовський і збудував на них палацово-парковий ансамбль).
- Вулиця Молодіжна

З'явилася після Другої світової війни.Назва у радянські часи — Мовтяна.

## Н
- Вулиця Набережна

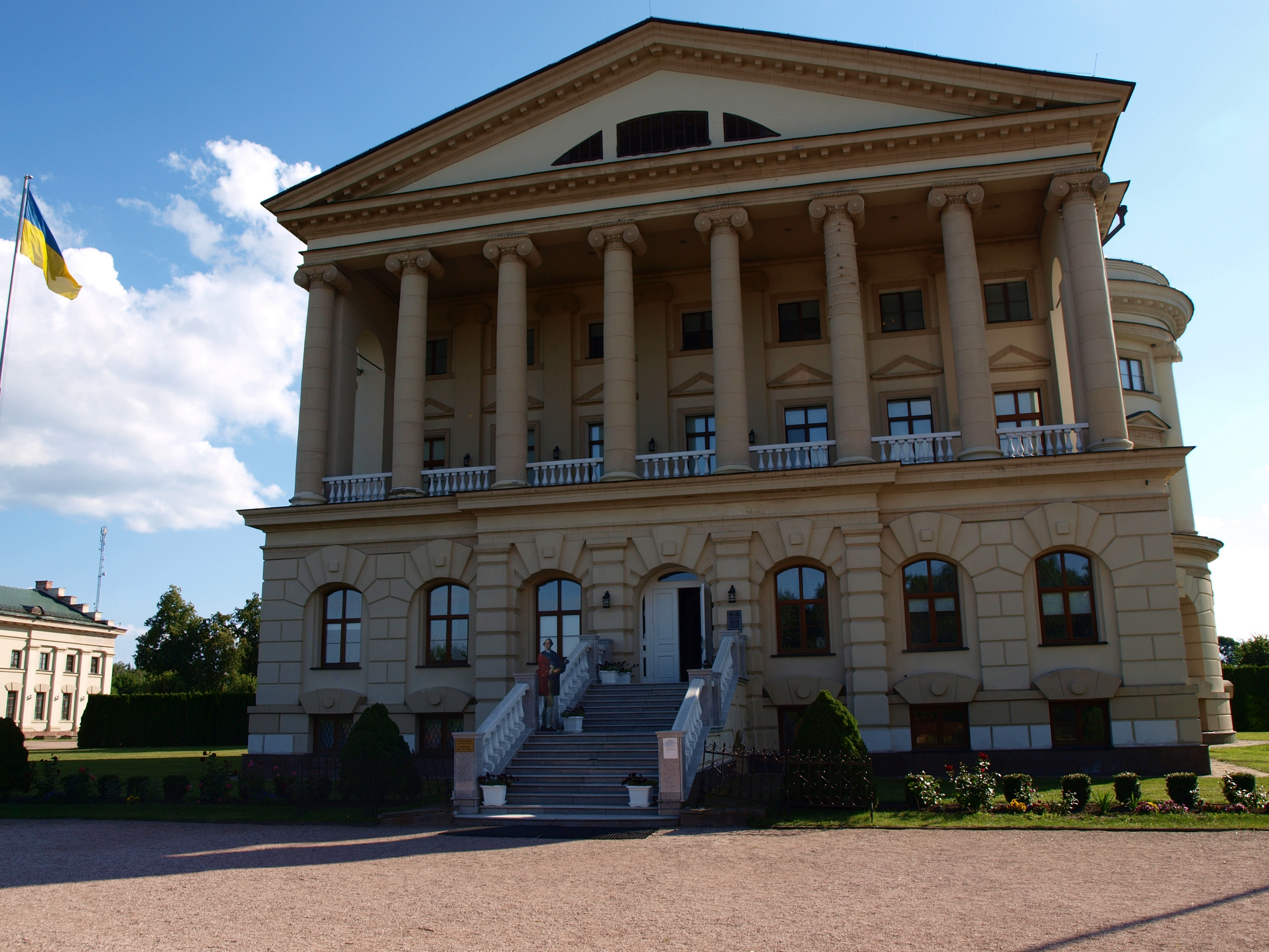
Найвідоміша будівля вулиці Набережної.

Пролягає територією батуринського подолу. Назва вулиці у XVIII-ХІХ ст. - Берегова.
- Вулиця Незалежності України

Назва вулиці у XVIII ст. - Мелешкова (від празвища Мелешко).
Назва вулиці у Радянські часи - Жовтнева.

## П
- Партизанська вулиця

Траса сучасної вулиці співпадає з головною композиційною віссю території Батуринської фортеці. Проходить паралельно краю тераси Сейму. У XVII столітті пролягала від брами Батуринського замку (Цитаделі) до Новомлинської брами міських укріплень.
- Вулиця Південна

Забудована після Другої світової війни.
- Вулиця Прокоповича

Названа в честь видатного бджоляра Петра Прокоповича. Знаходиться на території батуринської приміської слободи (у XVII—XVIII століттях) Гончарівки. Ділянка вулиці на схід від перетину з вул. Многогрішного забудована після Другої світової війни.
- Вулиця Пушкіна

Пролягає територією батуринського подолу.

## Р
- Вулиця Розумовського

Названа на честь гетьмана Кирила Розумовського. З'явилася після Другої світової війни.

## С
- Вулиця Самойловича

Названа на честь гетьмана Івана Самойловича. Пролягає трасою еспланади Батуринської фортеці. У радянський час — вул. Радянська.
- Вулиця Соколова

Названа на честь уродженця Батурина, Героя Радянського Союзу Валентина Євгенійовича Соколова. За радянських часів була Пролетарською.
- Вулиця Садова

Пролягає з Горбанівки (у XVII-XVIII століттях — приміська слобода) на Оболоння. Історична назва місцевості, в якій знаходиться основна частина цієї вулиці — Охматівка (від імені козака на прізвище Охмат, який мав тут володіння).
- Вулиця 70-ї дивізії з провулками

Названа на честь військового формування, що звільняло Батурин від нацистів в часи Другої світової війни.Пролягає територією батуринського подолу. У радянські часи вулиця мала назву Червоноармійська.

## Ш
- Вулиця Шевченка

Названа на честь українського поета Тараса Шевченка. Пролягає історичним районом Батурина під назвою Побожовка (від прізвища Побожий).
Існувала з XVII ст. На ній мешкали представники козацької старшини. У другій половині XVIII ст. були окремі володіння гетьмана Кирила Розумовського.
У 1789 р. на цій вулиці було споруджено церкву Покрови Пресвятої Богородиці. Біля церкви існував цвинтар. У церковному дворі на початку XX ст. було збудовано парафіяльну школу. Церква знищена більшовистською владою у 1936 р. На її місці зараз знаходиться артезіанська свердловина місцевого водоканалу. Будівля школи збереглася.
- Вулиця Шкляра із провулком

Названа на честь місцевого краєзнавця Миколи Шкляра. У радянські часи була вулицею Чапаєва.
Пролягає територією батуринської приміської слободи (у XVII-XVIII ст.) Горбанівки.
- Вулиця Шовковиця

Назва вулиці пішла від місцевих гідронімів — озера Шовковиці та невеликої однойменної річки, що витікала з нього і впадала у Сейм. Ці гідроніми згадуються у документі 1666 р., чим і спростовується легенда про існування в цій місцевості шовковичного саду, закладеного Кирилом Розумовським, який нібито започаткував у Батурині шовківництво.
Гетьман Розумовський насадив навколо озера Шовковиці гай (але не шовковичний сад!), влаштував на річці Шовковиці цегляний водяний млин, а біля нього — винокурню. Поблизу цих підприємств мешкали їхні працівники — так виник невеликий хутір, який на картах середини XIX ст. називається Шовковицею.
Навколо озера Шовковиця з другої половини XIX століття знаходилися постійні місця дислокації літніх військових таборів.

## Ю
- Вулиця В. Ющенка

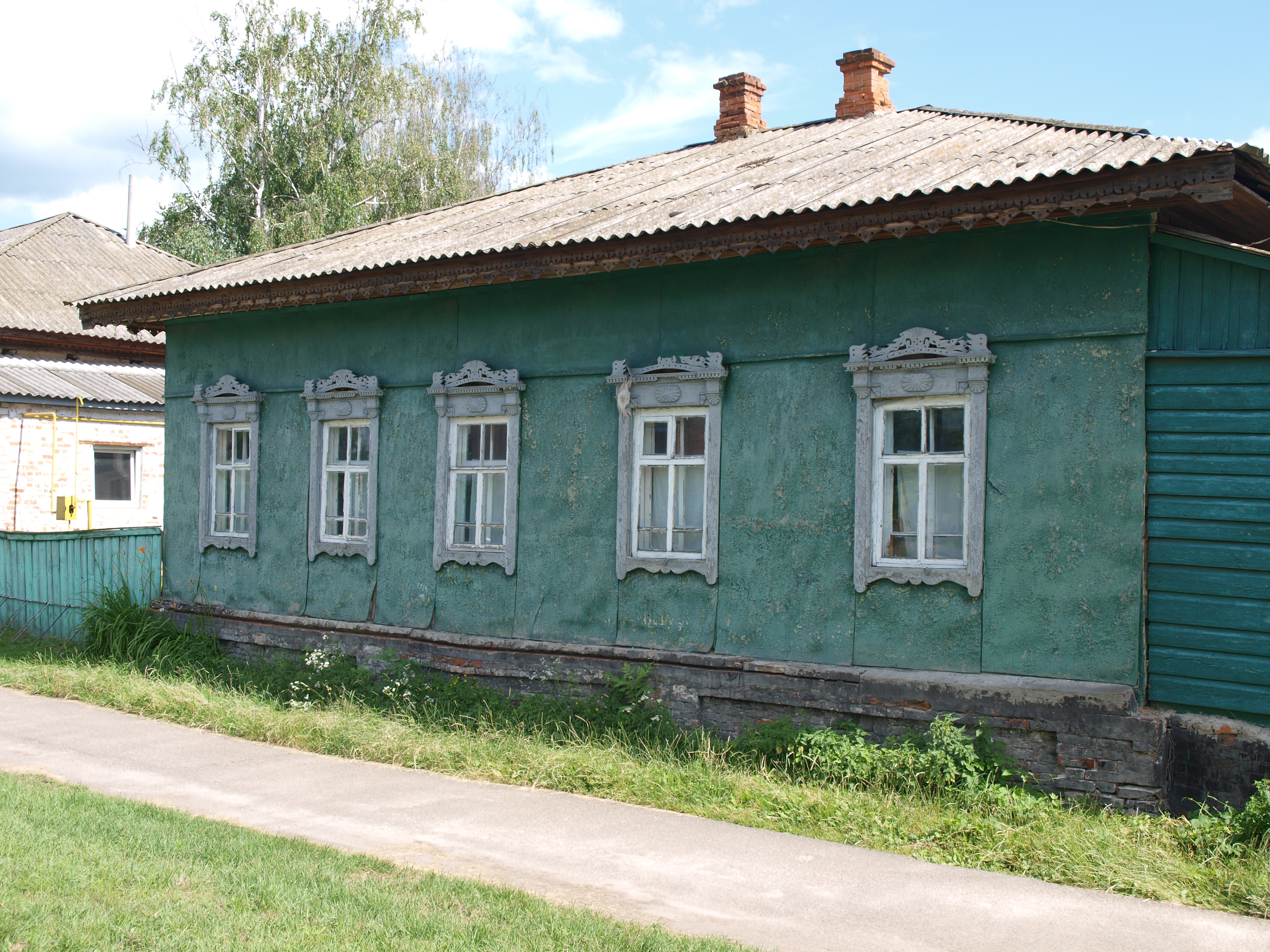
Дерев'яне мереживо будинку на вул. Ющенка (не збереглося).

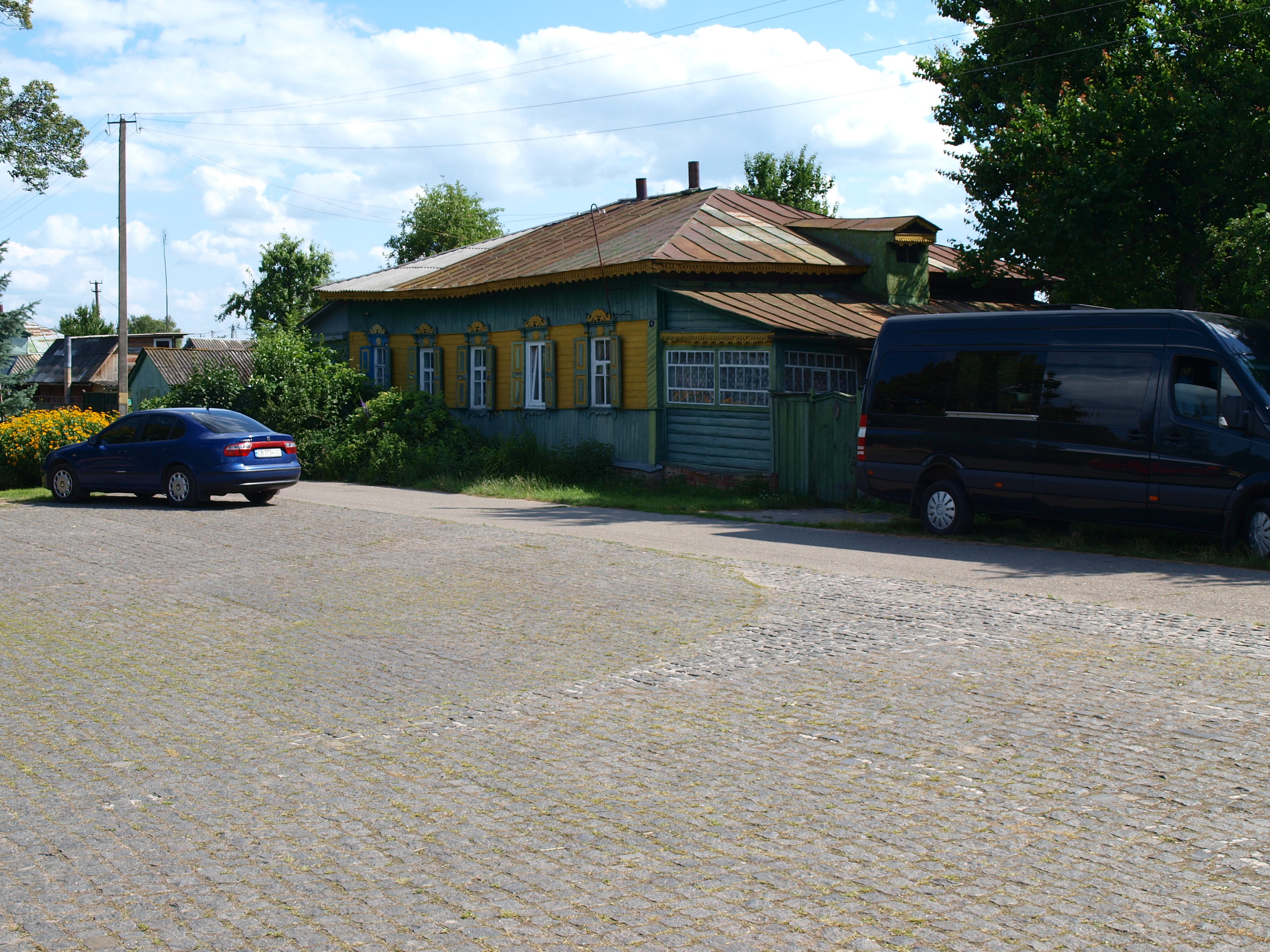
Старий будинок на 1-му провулку Ющенка.

Ця вулиця була однією з головних композиційних осей Батуринської фортеці та платового передмістя у XVII—XVIII ст. і зберегла своє планувальне значення на сучасній карті міста. За радянських часів носила назву імені Петровського, у 1990-х - Центральна. У вересні 2008 року перейменована на честь 3-го президента України Віктора Ющенка.
В часи Івана Мазепи вона пролягала від храму в середмісті до південно-західного муру Батуринської фортеці, проходила через Київську браму і продовжувалася на передмісті. Завершенням вулиці на початку 18 століття була місцевість «Поблизу хреста» — біля придорожного хреста на шляху до Борзни, який знаходився в районі перехрестя сучасних вулиць ім. В. Ющенка та Гетьманської.
В документах часів Розумовського зустрічаємо назву цієї вулиці — Київська (Велика Київська, Київська мостова). На цій вулиці, по обидва її боки, знаходився двір гетьмана Кирила Розумовського, а також Батуринська ратуша, пошта. Через це іноді її ще звали великою поштовою вулицею.
З середини XVIII століття ділянка вулиці, що пролягала територією колишньої фортеці, стала торговельним центром Батурина. Тут стояли торгові лавки і шинки, збиралися базари, торги.
Ширина Київської вулиці становила 12 сажнів (майже 26 метрів), тоді як прилеглих до неї вулиць — 6 сажнів.